# Curro Bedoya
Pour les articles homonymes, voir Bedoya.
Francisco Hueso Bedoya plus connu sous le nom de  Curro Bedoya, né le 20 août 1948 à La Puebla del Río (Espagne, province de Séville), est un rejoneador espagnol.

## Présentation  et carrière
Il paraît pour la première fois en public lors d'un festival de charité de la Real Maestranza de Caballería de Sevilla en décembre 1962. Il prend son alternative le 18 juillet 1963 à Manzanares. 
Lorsqu'il se présente pour la première fois  à Madrid le 31 juillet  1966, il affronte  un taureau de la ganadería de María Rosa González. L'année suivante, le 13 octobre, dans les mêmes arènes, il coupe une oreille à un taureau de Baltasar Ibán.
De 1971 à 1979, il multiplie les triomphes, notamment  le 10 septembre 1979, à Laguna de Duero, il coupe quatre oreilles et une queue à des taureaux d'Alipio Pérez-Taberno. Le 15 août 1980, lors d'une corrida hispano-portugaise où il torée en compagnie de Fermín Bohórquez Escribano, il reçoit deux oreilles ; de même le 2 avril 1983, au Puerto de Santa María. Cette même année à Lorca, il  alterne avec Manuel Vidrié, Álvaro Domecq Díez, João Moura et coupe deux oreilles.
En 1987, après des triomphes retentissants en Colombie, à Valence en compagnie de Ángel Peralta et Javier Buendía devant des taureaux de Alcurrucén puis à Madrid le 19 mai, il continue sa carrière en France à  Béziers et Arles. Mais le  11 avril 1992, à Esquivias, une grave blessure à la main droite freine sa carrière. Il revient dans le ruedo en 1994 avec un appareil orthopédique. Mais cette même année, considérée comme « noire », un incendie détruit ses écuries et tue ses chevaux. Il continue à toréer quelque temps grâce à la solidarité des rejoneadors qui lui prêtent leurs montures.
Mais le choc a été rude et il se retire progressivement du ruedo, laissant la place à son fils : Francisco Bedoya Bayarre.